# キング・オリヴァー
ジョー・“キング”・オリヴァー（Joe "King" Oliver、1885年12月19日～1938年4月10日）は、ジャズのコルネット奏者でバンドリーダーである。オリヴァーはミュートを使用した演奏を他に先駆けて開拓し、その演奏スタイルを詳細に楽譜に記した。オリヴァーは特筆すべき作曲家であり、「デッパーマウス・ブルース」（"Dippermouth Blues"）、「スウィート・ライク・ジス」（"Sweet Like This"）、「キャナル・ストリート・ブルース」（"Canal Street Blues"）、「ドクター・ジャズ」（"Doctor Jazz"）といった、いまでもよく演奏されている曲を書いた。オリヴァーはルイ・アームストロングの良き師であり教師であった。アームストロングのもっとも有名な 2 つの録音、「ウェスト・エンド・ブルース」（"West End Blues"）と「ウェザー・バード」（"Weather Bird"）は、オリヴァーの作曲である。オリヴァーの影響力は、ルイ・アームストロングが「もしジョー・オリヴァーがいなかったら、今日のジャズはなかっただろう」と主張するほどのものであった。

## 人生
ジョセフ・オリヴァーは、アセンション郡ドナルドソンビルの近く、ルイジアナ州アベンに生まれ、青年時代にニューオーリンズに引っ越した。オリヴァーはニューオリンズ・ブラスバンドやダンス・バンドで、それに市の赤線地区であるストーリーヴィルでもコルネットを演奏していた。オリヴァーはトロンボーン奏者であるキッド・オリーと共にバンドを率いていたが、そのバンドは1910年代のニューオーリンズでもっともホットで最高のバンドだと考えられていた。オリヴァーは経済や人種間の垣根を越えてニューオーリンズで大変な人気を博した。オリヴァーは人気があり、重労働階級の黒人ダンス・ホールから白人社会で初めて社交界入りする少女のパーティーまで、演奏の仕事の需要はあった。
オリヴァーの未亡人ステラ・オリヴァーへのインタビューがテュレーン大学（Tulane University）のホーガン・ジャズ・アーカイブにあり、これによれば1919年にオリヴァーが演奏していたダンス・ホールで突然喧嘩が起り、オリヴァーとバンドの団員達は、喧嘩を起こした人達と一緒に警官に逮捕されてしまった。このことで、オリヴァーはジム・クロウ法のある南部を去る決心をしたのである。
カリフォルニア州での旅の後、キング・オリヴァーと彼のクレオール・ジャズ・バンドがロイヤル・ガーデンズ（のちにリンカーン・ガーデンズと改名）で演奏していたことで、1922年までに、キング・オリヴァーはシカゴでジャズの王様となっていた。このバンドの事実上すべてのメンバー達は、有名なソロイストとして経歴を積んでいるところだった。パーソネルはオリヴァーがコルネット、プロテジェ（いわゆる弟子）のルイ・アームストロングが第二コルネット、ベイビー・ドッズがドラムス、ジョニー・ドッズがクラリネット、リル・ハーディン（Lil Hardin。のちのアームストロングの妻）がピアノ、オノレ・ダトリー（Honoré Dutrey）がトロンボーン、ビル・ジョンソン（William Manuel Johnson）がコントラバスとバンジョーだった。1923年のこのグループによる録音は、より幅広い人々に集団的な即興演奏やディキシーランド・ジャズを聴かせた。
1920年代の中後期に、オリバーのバンドは、古くからのニューオーリンズ・スタイルのジャズ・バンドと全国的に人気のより大きなダンス・バンドとを混ぜたようなバンドに一変し、1926年には「キング・オリヴァーと彼のディキシー・シンコペーターズ」と名付けられた。オリヴァーは歯周病に苦しみ演奏能力は衰え始めていたが、この 10 年を通して人気のあるバンドリーダーで居続けた。
不幸なことに、オリヴァーには音楽の力量ほどには商才がなかった。どの興行主もオリヴァーのお金を着服していたのである。オリヴァーはサヴォイ・ボールルーム（Savoy Ballroom）が快く支払うよりも多くの金額を要求したが、それにより仕事を失ってしまった。同様により多くのお金を要求して、オリヴァーはニューヨーク市の有名なコットン・クラブの契約も失った。そのことで若きデューク・エリントンが仕事を得て有名になったのだ。

### 死

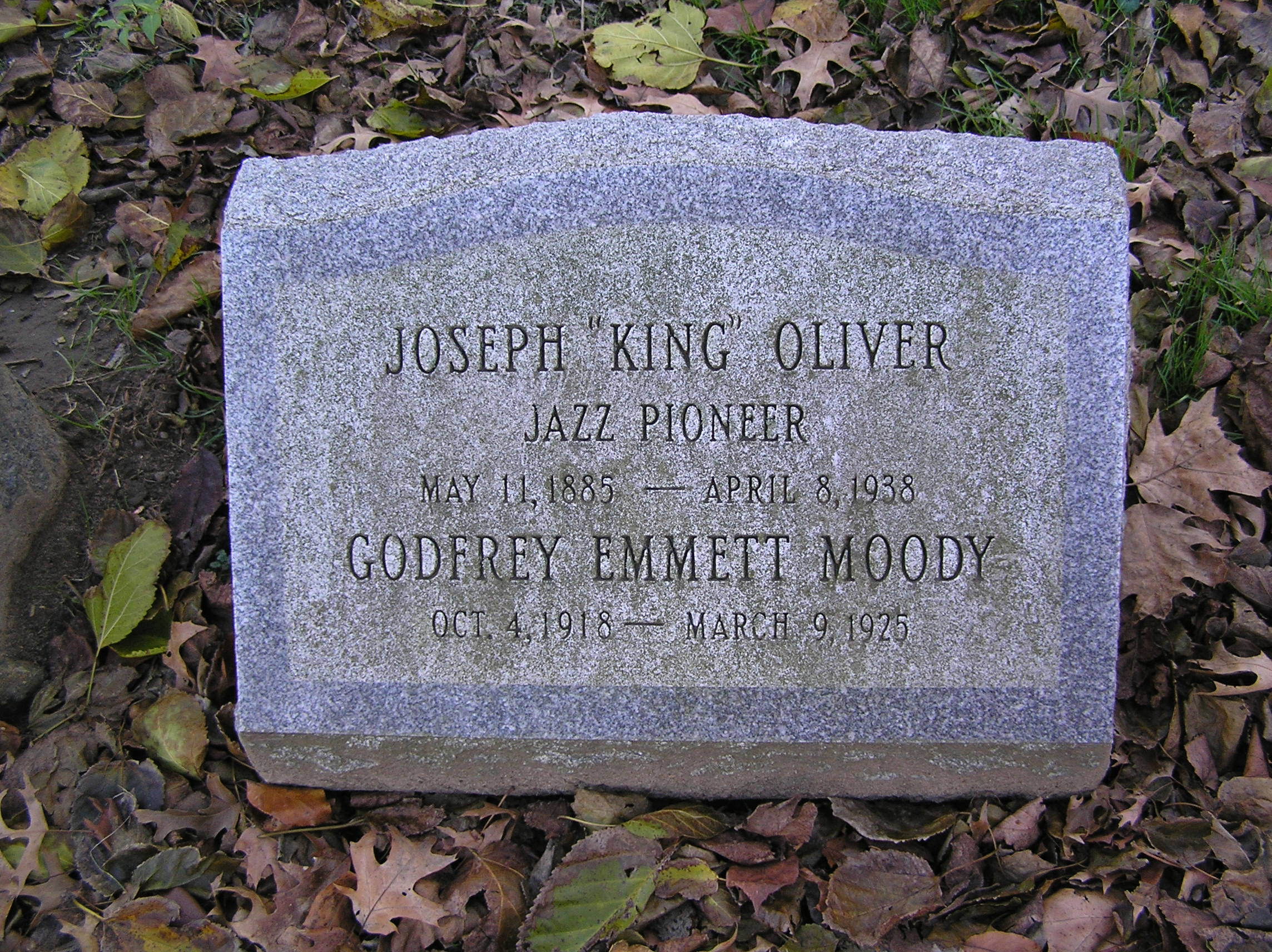
ウッドローン墓地のジョー・“キング”・オリヴァーの墓標

世界恐慌はオリヴァーにとって厳しいものだった。シカゴの銀行が破綻してオリヴァーが老後の蓄えを失ったのは、オリヴァーが彼のバンド全体をなんとか雇っておこうと一時しのぎの仕事を取ってもがいていた時だったが、バンドはとうとう解散し、オリヴァーはジョージア州サバンナで立ち往生することになった。サバンナでは、オリヴァーはウィンバリー応接ホール（Wimberly's Recreation Hall。ウェスト・ブロード・ストリート 526～528）の管理人として働いた。1938年4月8日、ジョセフ・“キング”・オリヴァーは貧乏のうちに下宿屋（モンゴメリー・ストリート 508）で死去した。オリヴァーはニューヨーク市ブロンクス区にあるウッドローン墓地に埋葬された。この墓地にはのちに、コールマン・ホーキンス、ライオネル・ハンプトン、W・C・ハンディ、ミルト・ジャクソン、マックス・ローチ、マイルス・デイヴィスなど、錚々たるジャズの巨人たちも埋葬されることとなった。埋葬されているジャズの巨人達すべてが成功できたのは、“パパ・ジョー”の偉大な業績のおかげである。

### 作品と影響
演奏者として、オリヴァーはコルネットの音色を変化させることに非常な興味を持っていた。オリヴァーはミュートを使用した演奏の開拓者となった。彼のミュートは、プランジャー（排水管用掃除棒）、山高帽、瓶とカップといったものをコルネットのベル（朝顔）に入れたものなどだ。オリヴァーがディキシー・シンコペーターズと録音した「Wa Wa Wa」という曲の功績で、こうしたミュートを利用したテクニックにワウワウ （wah-wah）という名前がついたと信じられている。
オリヴァーはまた作曲家としても有名で、「ディッパーマウス・ブルース」、「スウィート・ライク・ジス」、「キャナル・ストリート・ブルース」、「ドクター・ジャズ」といった、今でもよく演奏される曲を書いている。アームストロングの有名な 2 つの録音、「ウェスト・エンド・ブルース」と「ウェザー・バード」は、オリヴァーの作曲である。
オリヴァーはたいていコルネットを演奏していた。オリヴァーはバディ・ボールデンを尊敬していて、初期に影響を受けた。次にはオリヴァーが、トミー・ラドニア（Tommy Ladnier）、ポール・メアース（Paul Mares）、マグシー・スパニア（Muggsy Spanier）、ルイス・パニコ（Louis Panico）、ジョニー・ウィッグス（Johnny Wiggs）、そして一番有名なルイ・アームストロングといった、ニューオーリンズやシカゴの若いミュージシャン達に大きな影響を与えた。
オリヴァーはニューオーリンズで若きルイに最初のコルネットを与え、アームストロングを指導した。のちにオリヴァーのバンドと録音したり演奏したりするためにルイをシカゴに呼んだ。ルイはジョーのことを愛情をこめて「パパ・ジョー」と言って思い出し、ルイの人生すべてにわたってオリヴァーを崇拝し、オリヴァーは自分のインスピレーションだと考えていた。アームストロングは自伝「Satchmo - My Life in New Orleans」で次のように述べている。
彼のように演奏することを私はねらっていた。私は今なお、もしジョー・オリヴァーがいなかったら、今日のジャズはなかっただろうと思っている。彼は正真正銘のクリエーターだった。

## 名誉
2007年にインディアナ州リッチモンドのジェネット・レコード・ウォーク・オブ・フェイムの創立メンバーに就任した。